# Giovanni Battista Finetti
Giovanni Battista Finetti (n. 15 ianuarie 1940, Bagno di Gavorrano⁠(d), Gavorrano, Toscana, Italia – d. 2 martie 1983, Grosseto, Toscana, Italia) a fost un politician italian.